# Bistum Ruvo
Das in Italien gelegene ehemalige Bistum Ruvo (lateinisch Dioecesis Rubensis) wurde im 12. Jahrhundert begründet. In der Kirchenprovinz Bari gelegen, wurde es am 27. Juni 1818 mit dem Bistum Bitonto zum Bistum Ruvo e Bitonto vereinigt.
Am 30. September 1982 wurde die Diözese geteilt, die Bistümer Bitonto und Ruvo wurden wiederhergestellt. Am 30. September 1986 wurden beide wiederum aufgehoben, das Bistum Ruvo wurde mit dem Bistum Molfetta-Giovinazzo-Terlizzi vereinigt, das Bistum Bitonto mit dem Erzbistum Bari.

## „Santa Maria Assunta“ (Ruvo)
Die Kathedrale von Ruvo heißt  „Santa Maria Assunta“, also die zum Himmel fahrende heilige Maria. Sie wurde im ausgehenden 12. Jahrhundert unter besonderer Förderung durch Friedrich II. begonnen und um 1237 vollendet. Die Fassade macht einen deutlich unharmonischen Eindruck, was auf einige wenig geglückte Veränderungen zurückzuführen ist. Im 16. Jahrhundert wurde die gesamte Kirche verbreitert, um seitliche Kapellentrakte anfügen zu können und demgemäß wurde auch die Fassade verbreitert. Dann entfernte man später diese Anbauten wieder, allerdings nicht gleichmäßig. Die 12-speichige Rose wurde 1273 geschaffen, darüber befindet sich eine Nische mit einer Sitzfigur, die u. a. als Darstellung von Friedrich II. gedeutet wird.
Ruvo ist die einzige Kathedrale in Apulien, bei der alle drei Portale kein Tympanon und keinen Architrav, sondern nur einen rundbogigen Abschluss besitzen. Im Mittelportal finden sich wieder die mehrfach gestuften Ornamentbänder, die biblische Symbole und Motive zeigen.